# Juan Carlos Arribas
Juan Carlos Arribas Gallego es un ex ciclista profesional español. Nació en Arévalo (Ávila) el 16 de septiembre de 1966. Fue profesional entre 1988 y 1992 ininterrumpidamente.
Pasó al campo profesional de la mano de Javier Mínguez, en el equipo BH, que después pasaría a llamarse Amaya Seguros. Su labor siempre era la de gregario de los diferentes jefes de filas que tuvo. Siempre se sacrificaba por el equipo, circunstancia que provocó que solamente consiguiera una victoria en el campo profesional.

## Palmarés
1989
- 1 etapa en la Vuelta a La Rioja

1991
- 1 etapa en el GP de Ciclismo de Torres Vedras (Troféu Joaquim Agostinho)

## Equipos
- BH (1988-1989)
- BH-Amaya Seguros (1990)
- Artiach (1991-1992)